# Texico
Texico – miasto w Stanach Zjednoczonych, w stanie Nowy Meksyk, w hrabstwie Curry.